# 唐橋在熙
唐橋 在熙（からはし ありひろ）は、江戸時代中期から後期にかけての公卿。唐橋在家の子。官位は正二位・権大納言。唐橋家26代当主。京の書家で父在家と親しかった永田忠原の弟子となり、和歌や書を学んだ。

## 経歴
明和7年（1770年）に後桜町天皇が後桃園天皇に譲位して上皇になると、院伺候衆として上皇のお気に入りとなり最側近として仕えた。天明2年（1782年）12月22日には、従三位に叙された。
母の黒田長貞娘との間に生まれた実弟・黒田豊熈は跡継ぎが居なかった実家の秋月藩黒田家の養子になる予定だったが中止になり、京都にて母実家秋月黒田家、兄の在熙の庇護を受け別家を起てて独立した。なお、嫡男・在経も母と同じく秋月藩黒田家から正室を迎えており、唐橋家と秋月黒田家の親密さが窺える。
文化9年（1812年）2月30日、薨去。享年56。

## 系譜
- 父：唐橋在家
- 母：黒田長貞の娘
- 正室：吉田良延の娘
- 生母不明の子女
  - 男子：唐橋在経 - 権大納言、文章博士、正室は黒田長舒の娘、室は広幡経豊の娘
  - 男子：千本丸
  - 男子：利丸
  - 女子：静子
  - 女子：六角和通室
- 養子
  - 女子：唐橋姪子 - 松梅院禅泰（妹・文子の夫）の長女、九条尚忠正室